# Naravni rezervat Devinske stene
Naravni rezervat Devinske stene (Riserva Naturale delle Falesie di Duino) pri Trstu je bil ustanovljen z deželnim zakonom 42/1996 in zavzema visoko strmo obalo, ozek pas kopnega in priobalno morje za skupno 107 ha v Občini Devin - Nabrežina, ki rezervat tudi upravlja. Vstop v rezervat je prost.
Rezervat je dosegljiv
- z avtomobilom po tržaški obalni cesti (SS14) do parkirišča blizu odcepa za sesljansko obalo (Sistiana Mare), odkod vodi pot do Rilkejeve poti, sicer dosegljive tudi iz Devina. Iz Devina je speljana tudi 250 m dolga pot za nepokretne osebe, ki vodi do razgledišča nad pečinami. Kdor prihaja iz avtoceste A4, mora izstopiti na odcepu za Devin.
- Z vlakom je treba koristiti linijo Benetke-Trst ali Videm-Trst do mestnega terminala, kjer je postaja mestne avtobusne linije 44 do Devina.
- Uporabni sta tudi mestna avtobusna linija 43 ter avtobus pokrajinske linije 51, postaja Duino ali Sistiana.

## Ekosistemi
Rezervat se deli na tri glavna področja, to so morje, stena in položna obala nad steno. 
Morska globina ob pečinah je zelo skromna, med 2 in 8 metrov, in dovoljuje pronicanje sončne svetlobe, kar pospešuje rast alg in semenk, ki so se prilagodile okolju (fanerogame), kakor tudi vzdrževanje obilnega rastlinskega in živalskega bentosa. K temu pripomorejo tudi številni sladkovodni izviri v tem predelu morja.
Stena in melišča Devinskih pečin so vidni dokazi kraškega značaja vsega področja, ki dajejo razumeti tisočletno dejavnost vode na apnencu. Z Rilkejeve poti je moč opazovati visoke navpične stene in posamezne stolpe in žlebiče, ki jih je ustvarila voda.
Položna obala nad stenami je najhladnejši od treh ambientov, saj je izpostavljena burji, medtem ko so pečine v zavetju in odprte na jug. Visoka obala je pokrita s plastjo rodovitne zemlje, kjer široke krošnje borovcev ščitijo tla pred poletno sušo in zimsko zmrzaljo.

## Rastline
Rastlinstvo morskega predela rezervata je bujno, vendar ne raznovrstno, v glavnem sta to obalni koprc (Crithmum maritimum) in rjava alga (Fucus virsoides). Bolj raznolika je flora pečin, ki zaznamujejo oster prehod od celinskega rastlinstva na sredozemsko. Kraška tla, minimalna prisotnost zemlje in poletna osončenost so vplivale na razvoj skalnega rastlinstva. Razvil se je žajbelj (Salvia officinalis), gorska homulica (Sedum montanum orientale). piramidasta zvončnica (Campanula pyramidalis) in druge nezahtevne rastline. Posebnost Devinskih pečin je endemit kraški glavinec (Centaurea kartschiana), ki raste na Devinskih čereh, kjer ga škropi morska voda, pa tudi v razpokah višje ležečih skal.
Na položni obali nad stenami se do državne ceste razprostira nasajen borov gozdič, originalno sestavljen iz črnega bora (Pinus nigra) in nekaj primerkov alepskega bora (Pinus halepensis), ki jih pa postopoma nadomeščajo lokalna drevesa, predvsem črničevje (Quercus ilex) in črni jesen (Fraxinus ornus). Poleg gozdiča se nahaja mediteranska makija, kjer je najti razen črničevja tudi kraški gaber (Carpinus orientalis), ki spada med balkanske listavce. Sožitje makije, črničevja in kraškega gabra je naravno na dalmatinski obali od Grčije do Limskega kanala v Istri, kjer pa izgine vse do Grljana (Grignano) in Devina. Tu se obravnava kot dejansko endemični pojav, ki nastaja zaradi zavetja in osončenosti obale. Večina rastlin, ki uspevajo na visoki obali rezervata, se zaradi nižjih temperatur ne širi v notranjost. To velja ne samo za črničevje, temveč tudi na primer za širokolistno zeleniko (Phyllirea latifolia), lihopernato rujevino (Pistacia terebinthus), navadni derak (Paliurus spina-christi), bodeči slak ali hrapava tetivica (Smilax aspera). V notranjost so se bolje razširile tako imenovane ilirsko-balkanske rastline, kot so črni gaber (Ostrya carpinifolia), črni jesen, trokrpi javor (Acer monspessulanum) in rešeljika (Prunus mahaleb).

## Živali
Zaradi različnih habitatov, ki jih nudi rezervat, so na njem prisotni predstavniki sesalcev, vodnih sesalcev, rib, plazilcev in ptičev.
Od sesalcev je vredno omeniti veverice (Sciurus vulgaris) in druge glodavce, ki bivajo v gozdičih, medtem ko so se nekateri vodni sesalci (velika pliskavka Tursiops truncatus, delfini Stenella) obdobno pojavili v priobalnih vodah. Ribe so v tem predelu morja zelo številne in različne, od papalin (Clupea sprattus) in šib (Trygon pastinaca) do velikih gavunov (Atherina hepsetus) in morskih psov (Mustelus mustelus). Plazilci, kot so kuščarji in kače, so doma na osončenih čereh rezervata, ki so njihov idealni habitat zaradi obilice toplih skrivališč, ki jih nudijo skalne razpoke. Kuščarje predstavljajo predvsem primerki črnopikčaste kuščarice (Algiroides nigropunctatus), pozidne kuščarice (Podarcis muralis) in primorske kuščarice (Podarcis sicula), kače pa mačjeoka kača (Telescopus fallax), navadni gož (Zamenis longissimus), črnica (Coluber viridiflavus), modras (Vipera ammodytes). Posebno črnopikčasta kuščarica, ki je sicer balkanski endemit, je tu, na skrajni zahodni točki svojega habitata, zelo razširjena in popolnoma udomačena.
Na toplih pečinah in v zavetju njihovih razpok gnezdi mnogo vrst pričev, na primer sokol selec (Falco peregrinus) in črni krokar (Corvus corax). Najlažje je opazovati puščavca (Monticola solitarius), ki z melodioznim petjem pozdravlja nastanek in zaton dneva. Manj vidni sta šmarnica (Phoenicurus ochruros gibraltariensis) in žametna penica (Curruca melanocephala). V gozdnem predelu rezervata gnezdijo ščinkavec (Fringilla coelebs), velika sinica (Parus major), plavček (Cyanistes caeruleus), menišček (Parus ater), čopasta sinica (Parus cristatus), šoja (Garrulus glandarius), skobec (Accipiter nisus) in črna žolna (Dryucopus martius). Stalno so prisotni na pečinah in na obali rezervata razni galebi, predvsem tanovščica (Larus ridibundus). in rumenonogi galeb (Larus michahellis). Od zgodnje jeseni do pozne pomladi je možno opazovati ptice selivke, ki tu prezimijo, to so na primer ponirki (Podiceps), od katerih je največ primerkov črnovratega ponirka (Podiceps nigricollis). Posebna pozornost gre prisotnosti morske race ali gage (Somateria mollissima) in sredozemskega vranjaka (Phalacrocorax aristotelis desmarestii), oba tukaj na skrajnem robu svojega areala.

## Rilkejeva pot
Za ogled Devinskih pečin, pa tudi samo za sprehod po vrhnji ravnici, ki nudi enkratne razglede na morje in Tržaški zaliv, je bila primerno izkoriščena nekdanja pastirska steza po visoki obali. Steza je bila razširjena, pokrita z gruščem po vseh 1700 metrih dolžine in opremljena z razgledišči in plotovi na bolj nevarnih mestih. Vodi skozi gozdič, mimo škrapljišč in ostankov utrdb, ki so bile sezidane kot opazovalnice v prvi svetovni vojni in so se uporabljale kot protiletalski bunkerji v drugi svetovni vojni. Pot je dobila ime po pesniku Rainer Maria Rilkeju, ki je bil leta 1912 gost kneginje Marie v Devinskem gradu in je tu sestavil Devinske elegije, kjer opeva predvsem te pečine.
Rilkejeva pot je primerna za vse obiskovalce, tudi otroke in nepokretne osebe, ki na delu poti lahko uporabljajo voziček. Prav zaradi lahkega dostopa so na sporedu zelo pogosti didaktični obiski za vse stopnje šol, večinoma povezani z ogledom naravnih posebnosti okolice, Morskega rezervata in Doline Glinščice, ki skupno nudijo popoln pregled kraške pokrajine in morske obale področja. 